# Rothaargebirge
Le Rothaargebirge sono una piccola catena montuosa situata tra Assia e Renania Settentrionale-Vestfalia, nella Germania centrale. La cima più alta è il Langenberg, a 843 metri sul livello del mare. Altra famosa cima dell'area, prevalentemente coperta da foreste, è il Kahler Asten.